# Dopplereffect

De frequentie en de golflengte verandert voor de waarnemer door het dopplereffect. Links verdichten de golven zich, maar rechts is hun tussenruimte vergroot.

Een lichtbron lijkt roder of blauwer afhankelijk van het snelheidsverschil tussen bron en waarnemer.

Het dopplereffect is de waargenomen verandering van frequentie van geluid, licht of andere golfverschijnselen, door een snelheidsverschil tussen de zender en de ontvanger.

## Ontdekking

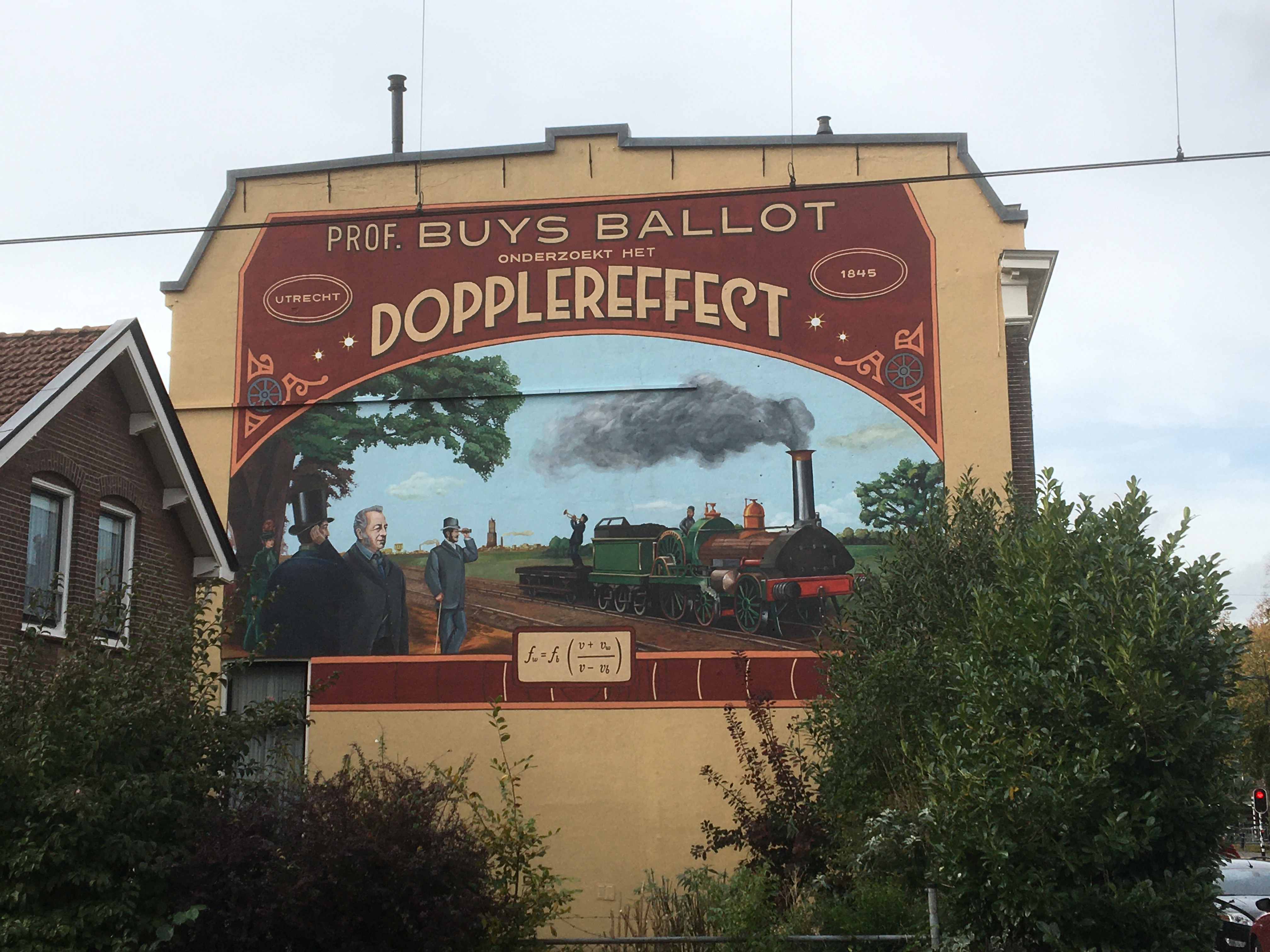
Schildering van het experiment van Buys Ballot (1845) op een muur in Utrecht (2019)

Het effect werd genoemd naar de Oostenrijkse natuurkundige Christian Doppler, die in 1842 dit verschijnsel voor zowel licht- als geluidsgolven beschreef, in de verhandeling Über das farbige Licht der Doppelsterne und einiger anderer Gestirne des Himmels. In 1845 werd het experimenteel getoetst door de Nederlandse meteoroloog Christophorus Buys Ballot. Hij deed dat door een groep hoornisten bij Utrecht in een open spoorwagon met hoge snelheid langs een groep waarnemers te laten rijden.
Dankzij het wegverkeer kan men het dopplereffect constateren. Voor een (stilstaande) waarnemer verandert de toonhoogte van het geluid van een snel voorbijrijdend voertuig. Staat men dicht bij de weg, dan hoort de waarnemer  een kort moment de oorspronkelijke toonhoogte, namelijk op het moment dat de geluidsbron de waarnemer passeert. Daarna daalt de waargenomen toonhoogte abrupt.
Het dopplereffect is vooral sterk bij uitrukkende voertuigen van de hulpdiensten, doordat deze met hoge snelheid rijden en de meertonige hoorns en sirenes een hard geluid op vaste toonhoogtes produceren.
Het verschijnsel doet zich ook voor als de waarnemer in beweging is. Treinreizigers merken dat de toonhoogte van de bel van een overweg abrupt daalt tijdens het voorbijrijden.

## Verklaring

### Door een medium

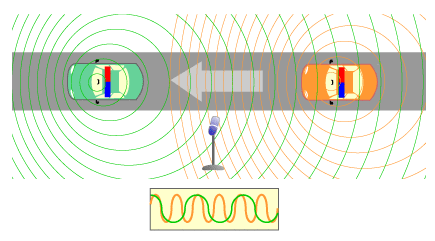
Eén bewegende bron (oranje) volgt zijn eigen golven, de andere (groen) rijdt er bij vandaan. Een stilstaande microfoon registreert het geluid.

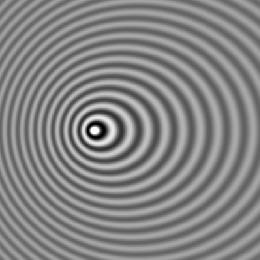
Een bron van golven beweegt naar links. De golflengte is links van de bron kleiner dan rechts. Voor de frequentie geldt het omgekeerde.

Het dopplereffect ontstaat doordat de bron (of de ontvanger) van de golven beweegt ten opzichte van het medium. Voor golven die door een medium voortgeplant worden, zoals geluidsgolven, gelden de onderstaande formules. Steeds wordt het medium in rust gedacht. Mocht het medium ook bewegen, zoals in een gasstroom, dan worden de snelheden relatief ten opzichte van het medium opgevat.
Het dopplereffect is te begrijpen door te bedenken dat de bron een reeks "golfjes" produceert met frequentie {\displaystyle f_{b}}. De golven bewegen met een snelheid {\displaystyle c_{s}} die bepaald wordt door het medium. Wanneer de bron een volgende golf produceert is hij zelf een stukje bewogen in de richting van de vorige golf. Hoe hoger de snelheid van de bron, hoe korter de afstand tussen de twee opeenvolgende golven (golflengte). Ook de tijd tussen twee golven in het medium (periode) wordt korter. Immers, als de bron de tweede golf produceert is hij niet meer op dezelfde plek als toen hij de eerste golf produceerde. De eerste golf had zelf ook enige tijd nodig om deze plek te bereiken. Aangezien de periode afneemt, neemt de frequentie toe met toenemende snelheid van de bron.
Door het dopplereffect veranderen golflengte en frequentie. Alleen de snelheid van de golf verandert niet. Immers, als de golf de bron verlaten heeft, heeft hij alleen nog met het medium te maken. Voor de waargenomen frequentie {\displaystyle f_{w}} geldt:
{\displaystyle f_{w}=f_{b}\,{\frac {c_{s}+v_{w}}{c_{s}-v_{b}}}}
met
- {\displaystyle f_{b}} de frequentie van de golf die de bron uitzendt
- {\displaystyle c_{s}} de voortplantingssnelheid van de golf in het medium, in lucht is dit de geluidssnelheid
- {\displaystyle v_{b}} de snelheid waarmee de golfbron beweegt ten opzichte van het medium; positief als bron en waarnemer elkaar naderen; negatief als zij zich van elkaar verwijderen
- {\displaystyle v_{w}} de snelheid waarmee de waarnemer beweegt ten opzichte van het medium; positief als bron en waarnemer elkaar naderen; negatief als zij zich van elkaar verwijderen.

Bovenstaande uitdrukking is geldig als de waarnemer en de bron bewegen over de directe lijn tussen bron en waarnemer. Dan is de frequentie bij nadering met een vaste waarde verhoogd en bij verwijdering met een vaste waarde verlaagd. In de praktijk zal de waarnemer zich meestal naast de baan van de bron bevinden. De relatieve snelheid van de bron zal dan van een aanvankelijk langzaam veranderende waarde, in de buurt van de waarnemer van een positieve waarde door 0 naar een negatieve waarde gaan. Bij een geluidsbron hoort de waarnemer een aanvankelijk verhoogde en langzaam dalende toon die bij passeren tot de werkelijke toonhoogte afneemt en vervolgens daalt naar een verlaagde waarde.
We merken nog op dat wanneer een geluidsbron op de waarnemer toekomt met een snelheid die de geluidssnelheid nadert, de noemer in bovenstaande formule naar 0 gaat. De golffronten hopen zich op: er ontstaat een geluidsbarrière.
Bovenstaande formule kan worden vereenvoudigd als bron of waarnemer stilstaan.
In het geval dat de waarnemer in rust is en de bron beweegt ten opzichte van het medium, geldt voor de waargenomen frequentie {\displaystyle f_{w}}:
{\displaystyle f_{w}=f_{b}\,{\frac {c_{s}}{c_{s}-v_{b}}}}
waarbij {\displaystyle v_{b}} positief is genomen als bron en waarnemer elkaar naderen.
Als de golfbron in rust is ten opzichte van het medium en de waarnemer zich beweegt ten opzichte van de bron, geldt voor de waargenomen frequentie {\displaystyle f_{w}}:
{\displaystyle f_{w}=f_{b}\,{\frac {c_{s}+v_{w}}{c_{s}}}}
waarbij {\displaystyle v_{w}} positief is als bron en waarnemer elkaar naderen.

### Licht en andere elektromagnetische golven
Omdat elektromagnetische golven zoals licht zich weliswaar in een medium kunnen voortplanten (en ook in vacuüm), maar niet door het medium worden voortgeplant, is het dopplereffect voor deze golven anders. Licht heeft ten opzichte van de waarnemer altijd dezelfde snelheid, wat ook de snelheid is van de waarnemer ten opzichte van de lichtbron. We beschouwen daarom hier alleen het geval waarin de waarnemer beweegt ten opzichte van de lichtbron of, wat hetzelfde is, de lichtbron beweegt ten opzichte van de waarnemer. Alleen de relatieve snelheid van de twee speelt een rol.
Een lichtbron zendt golven uit met een periode {\displaystyle T_{b}} (de tijd tussen twee maxima of tussen twee minima van de golf). Als de bron zich met een snelheid {\displaystyle v} naar de waarnemer toe beweegt, verandert voor de waarnemer de golflengte, want tijdens elke periode vermindert de afstand met een bedrag {\displaystyle vT_{b}}. Indien {\displaystyle \lambda _{b}} de golflengte  is bij stilstand, dan is de afstand tussen twee maxima van de golf bij nadering van de bron {\displaystyle vT_{b}} korter en bij verwijdering {\displaystyle vT_{b}} langer dan {\displaystyle \lambda _{b}}. Algemeen kunnen we dus schrijven dat de waarnemer een golflengte {\displaystyle \lambda } meet gegeven door
{\displaystyle \lambda _{w}=\lambda _{b}\pm vT_{b}}
Hier geldt het min-teken voor een nadering, en het plus-teken voor een verwijdering van bron en waarnemer. Met {\displaystyle T_{b}}is {\displaystyle 1/f_{b}} vinden we zo voor de waargenomen golflengte
{\displaystyle \lambda _{w}=\lambda _{b}\pm {\frac {v}{f_{b}}}}
De snelheid van het licht is onveranderlijk {\displaystyle c} en dus heeft de lichtgolf voor de waarnemer een frequentie
{\displaystyle f_{w}={\frac {c}{\lambda _{w}}}={\frac {c}{\lambda _{b}\mp {\dfrac {v}{f_{b}}}}}=f_{b}{\frac {c}{\lambda _{b}f_{b}\mp v}}=f_{b}{\frac {c}{c\mp v}}}
zodat 
{\displaystyle {\frac {f_{w}}{f_{b}}}={\frac {c}{c\mp v}}}
Voor snelheden die klein zijn in vergelijking tot de lichtsnelheid verandert frequentie dus bijna niet. Bij hoge snelheden wordt de frequentie bij een nadering groter (de kleur van het licht verschuift naar blauw) en bij een verwijdering kleiner (verschuiving naar rood).
Indien de lichtgolf zich voortplant in een middenstof met brekingsindex {\displaystyle n}, vervangt men in de bovenstaande formules {\displaystyle c} door {\displaystyle c_{\text{m}}=c/n}. Men krijgt dan
{\displaystyle f_{w}=f_{b}\,{\frac {c_{m}}{c_{m}\mp +v}}=f_{b}\,{\frac {c}{c\mp nv}}}
zodat 
{\displaystyle {\frac {f_{w}}{f_{b}}}={\frac {c}{c\mp nv}}}

### Relativistisch dopplereffect

Een waarnemer W meet de frequentie van het licht afkomstig van één zich in een willekeurige richting bewegende lichtbron B

We beschouwen het algemene geval van een lichtbron die niet alleen een radiale snelheidscomponent heeft (beweging volgens de verbindingslijn tussen de waarnemer en de lichtbron) maar ook een transversale (loodrecht op de verbindingslijn). De snelheid {\displaystyle v} kan dus ontbonden worden in beide componenten, zo dat geldt:
{\displaystyle v^{2}=v_{r}^{2}+v_{t}^{2}}
waarin {\displaystyle v_{\text{r}}} en {\displaystyle v_{\text{t}}} de radiale en de transversale snelheidscomponenten voorstellen.
De lichtbron zendt een lichtgolf uit met een golflengte {\displaystyle \lambda _{b}} en een periode {\displaystyle T_{b}}. Tijdens de duur van één periode verplaatst de bron zich in de richting van de waarnemer over een afstand {\displaystyle v_{r}T_{b}}. Daardoor meet de waarnemer een golflengte 
{\displaystyle \lambda _{w}=\lambda _{b}\mp v_{r}T_{b}}
zoals hierboven reeds vermeld. 
Met {\displaystyle \lambda _{w}=cT_{w}} en {\displaystyle \lambda _{b}=cT_{b}} volgt na deling door c:
{\displaystyle T_{w}=T_{b}\mp {\frac {v_{r}}{c}}T_{b}=T_{b}\left(1\mp {\dfrac {v_{r}}{c}}\right)}
Tot zover de klassieke behandeling. In het stelsel van de waarnemer die niet meebeweegt met de lichtbron moeten we rekening houden met de relativistische tijddilatatie. {\displaystyle T_{b}} is de duur van een periode in het stelsel van de lichtbron. Voor de waarnemer is {\displaystyle T_{b}} uitgerekt tot een waarde 
{\displaystyle \gamma \,T_{b}={\frac {T_{b}}{\sqrt {1-{\frac {v^{2}}{c^{2}}}}}}}
(de snelheid in de factor {\displaystyle \gamma } is de 'hele' snelheid {\displaystyle v}, en niet slechts de radiale snelheid {\displaystyle v_{r}}, omdat de tijddilatatie niet afhangt van de richting van de beweging t.o.v. de waarnemer. De waarnemer meet dus een tijd {\displaystyle T_{w}}: 
{\displaystyle T_{w}=T_{b}\,{\frac {1\mp {\dfrac {v_{r}}{c}}}{\sqrt {1-{\dfrac {v_{r}^{2}+v_{t}^{2}}{c^{2}}}}}}}
met {\displaystyle T_{w}=1/f_{w}} en {\displaystyle T_{b}=1/f_{b}} vinden we
{\displaystyle {\frac {f_{w}}{f_{b}}}={\frac {T_{b}}{T_{w}}}={\frac {\sqrt {1-{\dfrac {v_{r}^{2}+v_{t}^{2}}{c^{2}}}}}{1\mp {\dfrac {v_{r}}{c}}}}}
Indien er alleen een radiale snelheid is ({\displaystyle v_{\text{t}}=0}, {\displaystyle v_{\text{r}}=v}) krijgen we voor een nadering
{\displaystyle f_{w}=f_{b}\,{\frac {\sqrt {1-{\dfrac {v^{2}}{c^{2}}}}}{1-{\dfrac {v}{c}}}}=f_{b}\,{\sqrt {\frac {1+{\dfrac {v}{c}}}{1-{\dfrac {v}{c}}}}}}
en analoog voor een verwijdering 
{\displaystyle f_{w}=f_{b}\,{\sqrt {\frac {1-{\dfrac {v}{c}}}{1+{\dfrac {v}{c}}}}}}
Als {\displaystyle v<<c}, wordt 
{\displaystyle \gamma ={\sqrt {\frac {1}{1-{\dfrac {v^{2}}{c^{2}}}}}}\approx 1}
zodat 
{\displaystyle f_{w}\approx f_{b}{\frac {1}{1\mp {\dfrac {v}{c}}}}=f_{b}{\frac {c}{c\mp v}}}
en krijgen we de formules terug voor het klassieke dopplereffect voor licht.
Voor een middenstof met brekingsindex {\displaystyle n} krijgen we
{\displaystyle f_{w}=f_{b}{\frac {\sqrt {1-{\dfrac {v^{2}}{c^{2}}}}}{1-{\dfrac {v}{c_{m}}}}}=f_{b}{\frac {\sqrt {c^{2}-v^{2}}}{c-nv}}}
Hierin is:
- {\displaystyle c} de lichtsnelheid
- {\displaystyle c_{m}} de snelheid van het licht in het betrokken medium
- {\displaystyle n} de brekingsindex, waarbij {\displaystyle n={\frac {c}{c_{m}}}}
- {\displaystyle v} de snelheid waarmee bron en waarnemer elkaar naderen (negatief als zij zich van elkaar verwijderen).

### Transversaal dopplereffect
Het relativistische dopplereffect treedt ook op wanneer de radiale snelheid nul is en de bron alleen een snelheid {\displaystyle v_{\text{t}}} loodrecht op de gezichtslijn heeft. In de klassieke voorstelling is er in dat geval geen dopplereffect. Maar wegens de tijddilatatie treedt bij een louter transversale beweging toch een frequentie-verandering op, gegeven door de formule:
{\displaystyle f_{w}=f_{b}\,{\sqrt {1-{\frac {v_{t}^{2}}{c^{2}}}}}}
Het relativistisch dopplereffect kon in de jaren 1960 experimenteel  worden geverifieerd met een absolute fout  van 10-5 door de Mössbauer-rotor-experimenten.

## Toepassingen
Het dopplereffect wordt algemeen toegepast om snelheden te meten. Hierbij kan alleen de snelheidscomponent van of naar de waarnemer bepaald worden (radiële snelheid). Voor deze component geldt
{\displaystyle v_{b,{\text{radieel}}}=v_{b}\cdot \cos \theta }
met {\displaystyle v_{b}} de snelheid van de golfbron, en {\displaystyle \theta } de hoek tussen de snelheidsrichting (vector) en de gezichtlijn van bron naar waarnemer.

### Sterrenkunde

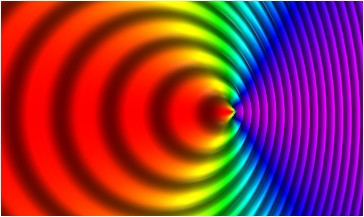
Rood- en blauwverschuiving bij een lichtbron die naar rechts beweegt

Roodverschuiving van absorptielijnen in het optisch spectrum van een supercluster van verre sterrenstelsels (rechts), vergeleken met dezelfde lijnen in het zonnespectrum (links)

In de astronomie is het door het dopplereffect mogelijk nauwkeurig vast te stellen of een hemellichaam zich naar ons toe of van ons af beweegt. Hiervoor is natuurlijk nodig dat men weet wat de oorspronkelijke golflengte van het licht is, maar dat is eenvoudig, omdat het licht steeds spectraallijnen bevat waarvan de golflengte bekend is. Wanneer een ster zich van de waarnemer af beweegt wordt waargenomen dat de kleur naar het rood verschoven is (zogenoemde roodverschuiving); omgekeerd, wanneer de ster zich naar de waarnemer toe beweegt wordt een kleur- of spectraalverschuiving naar het blauw toe waargenomen.

#### Voorbeeld
Om de snelheid van een ster te bepalen gaat men uit van de klassieke uitdrukking van het dopplereffect voor licht
{\displaystyle \lambda _{w}=\lambda _{b}\mp v_{r}T_{b}}
zodat 
{\displaystyle \Delta \lambda =\lambda _{w}-\lambda _{b}=\pm v_{r}T_{b}=\pm {\frac {v_{r}}{c}}\lambda _{b}},
waaruit volgt dat 
{\displaystyle v_{r}=\pm {\frac {c\Delta \lambda }{\lambda _{b}}}}
De ster Vega (α Lyrae), de helderste ster in het sterrenbeeld Lier bevindt zich op een afstand van 25,04 lichtjaar. In haar spectrum vindt men een sterke absortielijn van waterstof (de Hα-lijn) met een golflengte van {\displaystyle \lambda _{w}=6562{,}5\,}Å (1 Å is gelijk aan 10-10 m). In het laboratorium meet men voor dezelfde absorptielijn een golflengte {\displaystyle \lambda _{b}=6562{,}8\,}Å. Met behulp van de formule kan nu de radiale snelheid berekend worden:
{\displaystyle v_{r}={\frac {c\Delta \lambda }{\lambda _{b}}}={\frac {300000(6562{,}5-6562{,}8)}{6562{,}8}}=-13{,}7} km/s
Het minteken (blauwverschuiving) wijst erop dat deze ster zich naar ons toe beweegt. Aangezien {\displaystyle v_{\text{r}}<<c}, is het wel geoorloofd om de benaderende formule te gebruiken. Noteer ook dat de opgegeven Hα-lijn van Vega een gemiddelde positie van deze absorptielijn is. Immers deze lijn gaat elke zes maanden op en neer ten gevolge van de baanbeweging  (29,8 km/s) van de aarde om de zon.

#### Kosmologie
Het is dankzij deze waarnemingen dat men weet dat het heelal uitdijt: de sterrenstelsels vluchten van elkaar weg.
Deze waarnemingen zijn zeer nauwkeurig, ongeacht de afstand tot het hemellichaam. Het is bij grotere afstanden daarentegen vrijwel onmogelijk te constateren of een hemellichaam een beweging uitvoert loodrecht op de kijkrichting, en de astronomische afstandsmeting is ook bijzonder onnauwkeurig.
Het Dopplereffect is niet alleen van toepassing op golven, maar op ieder waargenomen periodiek proces, bijvoorbeeld het om elkaar heen draaien van de componenten van een dubbelster: als de dubbelster met bijvoorbeeld 30 km/s in onze richting komt en een omlooptijd heeft van 100 jaar lijkt die omlooptijd 4 dagen korter.

### Temperatuurmeting
De hierboven al genoemde spectraallijnen zijn het gevolg van het absorberen (of uitzenden) van licht door atomen bij een specifieke golflengte. In een gas of plasma staan deze atomen echter niet stil maar bewegen kris-kras door elkaar. Dit heeft tot gevolg dat bij waarneming van deze lijnen een zekere spreiding in de golflengte optreedt door het dopplereffect: de zogenaamde dopplerverbreding. Omdat de gemiddelde snelheid waarmee de atomen bewegen een maat is voor de temperatuur kan de mate van dopplerverbreding gebruikt worden als temperatuurmeting. Omdat het effect sterker is bij hogere temperaturen wordt dit vooral gebruikt in sterrenkunde en plasmafysica.

### Verkeer
Door het dopplereffect kan de politie de snelheid van voertuigen meten. Er wordt een radarstraal op het voertuig gericht. Uit de golflengteverschil tussen de uitgezonden en de teruggekaatste straal blijkt de snelheid.

### Geneeskunde
In de geneeskunde vindt het akoestische dopplereffect een toepassing bij onderzoek naar de snelheid van het bloed in de aderen, dat met ultrasoon geluid kan worden gemeten.

### Militair
Onderzeeboten gebruiken het dopplereffect in passieve en actieve Sonar-systemen. De nabijheidsbuis/nabijheidsontsteking (proximity fuse) die een projectiel bij zijn doel laat ontploffen, werkt ook met het dopplereffect.

### Stromingsleer
Om de stroomsnelheid van gassen (wind) en vloeistoffen te meten, worden laserdopplersystemen gebruikt waarbij laserlicht verstrooid wordt aan deeltjes in de stroming. Een voorbeeld is de laserdoppleranemometer voor windmeting.

### Radio en radar
In het radiospectrum wordt het dopplereffect gebruikt bij GPS-systemen en in radarsystemen. Dit laatste noemt men dopplerradar. Dit systeem wordt onder meer gebruikt voor het detecteren van neerslag, en in de radar- of lasersnelheidscontrole door de politie.